# شهرک دهنو
شهرک دهنو، روستایی از توابع شهرستان رستم بخش مرکزی در استان فارس ایران است.

## جمعیت
این روستا در دهستان رستم دو قرار دارد و براساس سرشماری مرکز آمار ایران در سال ۱۳۸۵، جمعیت آن ۲۴۷ نفر (۴۷خانوار) بوده‌است.